# 豨莶
豨莶（学名：Siegesbeckia orientalis）为菊科豨莶属的植物。分布在东南、俄罗斯、台湾岛、日本、欧洲、朝鲜以及中国大陆的浙江、江苏、广东、贵州、四川、云南、福建、甘肃、安徽、广西、陕西、江西、湖南等地，生长于海拔110米至2,700米的地区，一般生于林缘、荒草地、灌丛、山野及林下，目前尚未由人工引种栽培。
其种加词“orientalis”意为“东方的”。
现接受名为Sigesbeckia orientalis L., 1753。

## 形态
一年生草本。茎直立，高约30-100厘米，分枝斜升，上部的分枝常成复二歧状；全部分枝被灰白色短柔毛。基部叶花期枯萎；中部叶三角状卵圆形或卵状披针形，长4-10厘米，宽1.8-6.5厘米，基部阔楔形，下延成具翼的柄，顶端渐尖，边缘有规则的浅裂或粗齿，纸质，上面绿色，下面淡绿，具腺点，两面被毛，三出基脉，侧脉及网脉明显；上部叶渐小，卵状长圆形，边缘浅波状或全缘，近无柄。头状花序径15-20毫米，多数聚生于枝端，排列成具叶的圆锥花序；花梗长1.5-4厘米，密生短柔毛；总苞阔钟状；总苞片2层，叶质，背面被紫褐色头状具柄的腺毛；外层苞片5-6枚，线状匙形或匙形，开展，长8-11毫米，宽约1.2毫米；内层苞片卵状长圆形或卵圆形，长约5毫米，宽约1.5-2.2毫米。外层托片长圆形，内弯，内层托片倒卵状长圆形。花黄色；雌花花冠的管部长0.7毫米；两性管状花上部钟状，上端有4-5卵圆形裂片。瘦果倒卵圆形，有4棱，顶端有灰褐色环状突起，长3-3.5毫米，宽1-1.5毫米。花期4-9月，果期6-11月。

## 别名
虾柑草（广州）、粘糊菜、猪膏草

## 医药价值
传统中药，叶和梗入药。可用于祛风湿，利筋骨，降血压。治四肢麻痹，筋骨疼痛，腰膝无力，疟疾，急性肝炎，高血压病，疔疮肿毒，外伤出血。 
利用其有效成分研制的凡诺华关节肌肉止疼片（OTC）（英文名Phynova Joint and Muscle Relief Tablets™），获英国药品与保健品管理局（MHRA）批准，成为第一个在英国获得批准的中草药产品，用于治疗包括类风湿关节炎引起的疼痛。

## 延伸阅读
[在维基数据编辑]
 《欽定古今圖書集成·博物彙編·草木典·豨薟部》，出自陈梦雷《古今圖書集成》

## 外部連結
- 豨薟 Xixian（页面存档备份，存于） 藥用植物圖像資料庫 (香港浸會大學中醫藥學院) （中文）（英文）
- 豨薟草 中藥材圖像數據庫  (香港浸會大學中醫藥學院) （中文）（英文）
- http://www.phynova.com/products/phynova-joint-and-muscle-relief-tablets/（页面存档备份，存于）